# Rapsódia (filme)
Rhapsody (br/pt.: Rapsódia) é um filme estadunidense de romance de 1954, dirigido por Charles Vidor para a MGM. O roteiro é baseado no livro Maurice Guest de Henry Handel Richardson, publicado em 1908.
A música de Rhapsody inclui composições de Franz Liszt, Sergei Rachmaninov, Pyotr Ilyich Tchaikovsky, Felix Mendelssohn e Claude Debussy.
Michael Rabin executa as músicas de violino e os solos de piano foram realizados por Claudio Arrau.

## Elenco
- Elizabeth Taylor...Louise Durant
- Vittorio Gassman...Paul Bronte
- John Ericson...James Guest
- Louis Calhern...Nicholas Durant
- Michael Chekhov...Prof. Schuman
- Barbara Bates...Effie Cahill
- Richard Hageman...Bruno Fürst
- Richard Lupino...Otto Krafft
- Celia Lovsky...Frau Sigerlist
- Stuart Whitman...Dove
- Madge Blake...Madame Cahill
- Jack Raine...Edmund Streller
- Birgit Nielsen...Madeleine
- Jacqueline Duval...Yvonne
- Norma Nevens...estudante de piano

## Sinopse
Louise Durant é filha de milionário que mora com o pai no sul da França e decide deixá-lo para acompanhar o namorado Paul Bronte até a Zurique, onde ele estuda música com o respeitável professor Schuman. Louise se matricula no curso também, mas está interessada apenas em ficar ao lado de Paul, que por sua vez pensa primeiro em sua arte. Quando Paul termina o curso e consegue um contrato para se apresentar internacionalmente como violinista solo, ele abandona Louise que acaba aceitando namorar com James Guest, um pianista talentoso mas que, ao contrário de Paul, está disposto a tudo, até abandonar os estudos, para ficar com ela.

## Produção

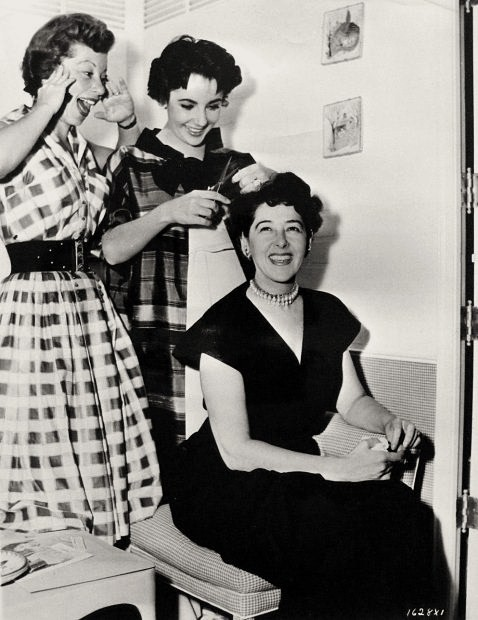
Liz Taylor entre a cabeleireira Annabelle Levy e a figurinista Helen Rose no set de Rhapsody

Rhapsody teve locações em Florhofgasse, Zurique (cenas da rua) e Pontresina, Kanton Graubünden na Suíça.